# MATTE
Charles Edward Kerbs (Nova Orleans, 8 de agosto de 1940 - 4 de março de 2002), mais conhecido pelo pseudônimo MATT, foi um artista, ator e dramaturgo americano ativo no final do século XX, conhecido por suas ilustrações eróticas.

## Biografia
Charles Edward Kerbs nasceu em 8 de agosto de 1940, em Nova Orleans, Louisiana, nos Estados Unidos. Ele começou a trabalhar profissionalmente ainda no ensino médio, quando pintou um mural no refeitório de sua, a Easton High School, onde se formou em 1959.
Quando adolescente, ele descobriu seu gosto e talento para desenhar imagens masculinas, especialmente lutadores, cowboys, homens de couro e militares. Ele era um leitor ávido da revista Physique Pictorial e se inspirou em artistas gays como Tom of Finland, Harry Bush e Art Bob. Seus desenhos foram publicados pela primeira vez na Grecian Guild Pictorial quando ele ainda tinha 16 anos.
Na década de 1960, Charles Kerbs enviou seu portfólio para Bob Mizer, que adorou o trabalho e o publicou no Athletic Model Guild. De acordo com Bill Schmeling, Mizer sugeriu que Charles Kerbs adotasse o pseudônimo MATT por causa de seu talento para representar "homens no tatame". Os desenhos eróticos de Charles fizeram enorme sucesso, aparecendo em todas as edições da revista Honcho e em outras publicações sobre couro, S&M e fetiche, como a Drummer.
Charles Kerbs tinha paixão por teatro, tendo conduzido um workshop de atuação para o Free Southern Theater, em 1964. Em 1965, ele atuou no papel principal de Finch em uma produção de How to Succeed in Business Without Really Trying, pela Gallery Circle Theatre. Logo depois, mudou-se para Manhattan, em Nova York, para seguir carreira como ator e dramaturgo. Ele escreveu várias peças, incluindo Phaedra e The Sleeping Gypsy, ambas estreadas no Caffe Cino, em 1967. Ele recebeu aulas de atuação de Nola Chilton, uma influência importante em seu desenvolvimento artístico. Nesse período, ele se sustentou projetando tecidos e padrões de papel de parede (com assistência financeira adicional de sua mãe, Rose). Em 1970, ele e sua amiga Lyla Hay Owen formaram sua própria companhia de teatro, o People Playhouse, que produziu várias peças de Charles Kerbs. Nessa época, ele voltou para Nova Orleans.
Na década de 1970, a arte de Charles foi exibida na Galley House em Nova Orleans, na Stompers Gallery e no Leslie-Lohman Museum of Art em Nova York. Durante a década de 1970, Charles também trabalhou para DH Holmes, projetando um mural art nouveau para o restaurante Bourbon Street e exibições de feriados. Além disso, ele criou fantasias e pôsteres para krewes gays do Mardi Gras, alguns dos quais foram adquiridos pelo Museu Estadual da Louisiana.
Nas décadas de 1980 e 1990, Charles Kerbs continuou a contribuir para publicações gays, incluindo FirstHand: Experiences for Loving Men e Alternate: a revista internacional de política sexual. Em 1986, ele foi destaque no Naked Eyes, uma mostra artística organizada por Olaf Odegaard, que destacou a arte visual de homens gays para o Arquivo Internacional de Gays e Lésbicas. Ele foi destaque na Feira de Arte Erótica da Fundação Tom of Finland, em 1995 e 1996. Em seus últimos anos, ele começou a autopublicar algumas de suas histórias em quadrinhos de arte e adultos.

### Morte
Charles foi diagnosticado com problemas cardíacos em algum momento da década de 1970. Ele morreu de pneumonia, em 4 de março de 2002, quando já estava hospitalizado para uma cirurgia de ponte de safena.

## Vida pessoal
Charles Kerbs teve um parceiro por 18 anos, Jeff Johnson, que se comprometeu a continuar disponibilizando sua arte para seus admiradores após sua morte.

## Códigos de censura dos Estados Unidos (décadas de 1950-1960)
A era pós-Segunda Guerra Mundial viu a ascensão da subcultura motociclista como uma forma de rejeitar "a reorganização e normalização da vida após a guerra, com seu estilo de vida conformista e estabelecido". A subcultura motociclista era marginal e oposicionista, e fornecia aos homens gays do pós-guerra uma masculinidade estilizada que incluía rebeldia e perigo. Isso contrastava com os estereótipos então prevalecentes do homem gay como efeminado (maricas), como visto no vaudeville e em filmes que remontam aos primeiros anos da indústria. Laaksonen foi influenciado por imagens de motociclistas, bem como por obras de arte de George Quaintance e Etienne, entre outros, que ele citou como seus precursores, "disseminados para leitores gays por meio de revistas de beefcake homoerótico" a partir de 1950.
Os códigos de censura dos Estados Unidos restringiam a representação de "atos homossexuais evidentes". Muitos trabalhos foram publicados no gênero beefcake que começou na década de 1930 e era composto predominantemente por fotografias de jovens atraentes e musculosos em poses atléticas, geralmente demonstrando exercícios. Seu mercado principal eram os homens gays, mas por causa da cultura social conservadora e homofóbica da época, a pornografia gay era ilegal e as publicações eram normalmente apresentadas como dedicadas à aptidão física e à saúde. Elas eram frequentemente a única conexão que homens enrustidos tinham com sua sexualidade.
No caso de 1962 de MANual Enterprises v. Day, a Suprema Corte dos Estados Unidos decidiu que as fotografias de homens nus não eram inerentemente obscenas. Revistas e filmes de pornografia gay softcore com modelos totalmente nus, alguns deles tumescentes, apareceram rapidamente e a justificativa de serem sobre exercícios e condicionamento físico foi abandonada à medida que os controles sobre a pornografia foram reduzidos. No final da década de 1960, o mercado de revistas beefcake entrou em colapso.

## Peças
- Sobre o Velho Sujo[9]
- Anões de Urano[2]
- Fedra[10]
- Música Sexy Novamente[20]
- A Cigana Adormecida[10]
- O Palco Perverso[9]

## Impacto e legado cultural
Em 1997, a Brush Creek Media publicou uma coleção de 80 páginas de sua arte intitulada 'Rasslers, 'ranglers & Rough Guys: The Erotic Art of Matt. No prefácio, o editor-chefe da Honcho, Doug McClemont, escreveu: "Suas obras, quase todas clássicas do gênero, tornaram-se uma cápsula do tempo coletiva da vida de fantasia gay."
Em um tributo publicado pela Fundação Tom of Finland em 2002, Bill Schmeling escreveu: "Charles Kerbs era um gigante gentil, uma potência silenciosa e modesta de gênio criativo e energia. O homem pode ter nos deixado, mas seu espírito vive em MATT."
O Leather Archives & Museum e a Tom of Finland Foundation possuem algumas obras de arte de Charles Kerbs em suas coleções permanentes.